# Rockwell (Arkansas)
Pour les articles homonymes, voir Rockwell.
Rockwell est une census-designated place du comté de Garland, dans l’État américain de l'Arkansas.